# Homair Vacances
Homair Vacances est une entreprise française du secteur de l'hôtellerie de plein air, qui propose des séjours en mobil-homes dans des campings-villages. Homair Vacances commercialise ses séjours exclusivement via un catalogue papier édité chaque année, via sa plateforme téléphonique ou via internet. Son siège social est basé à Aix-en-Provence.
Homair Vacances est la marque historique de l'European Camping Group.

## Historique

### D'ILD à Homair Vacances
En 1989, Daniel Guez fonde la société Ingénierie Loisirs Développement (ILD). La société vise alors la construction de terrains sportifs (dont cours de golf) pour les collectivités locales. En 1992, l'ILD se tourne vers la gestion de campings. En 1994, ILD installe ses premiers mobil-homes et lance la marque Homair Vacances. En 1996, Campasun (3 campings en gestion) fusionne avec ILD. Dès 1998, Homair Vacances décline sa solution franchise. En 2001, 900 mobil-homes sont installés dans les campings Homair Vacances.
En 2002, Homair lance son premier site internet marchand,.
Homair Vacances s'installe en Espagne en 2003, en Croatie en 2004, et au Portugal en 2005.
Le 9 novembre 2005, ILD change de dénomination sociale pour devenir officiellement Homair Vacances.

### Création du groupe Homair
En 2006, le fonds Montefiore Investment entre au capital d'Homair Vacances. Le groupe Homair fait son entrée en bourse en juin 2007.
En janvier 2011, Homair Vacances rachète les campings Al Fresco, filiale de TUI Travel PLC. Avec ce rachat, Homair Vacances possède plus de 7 000 mobil-homes répartis dans 45 campings en Europe du Sud (France, Italie, Espagne et Croatie). Al Fresco devient une division du groupe Homair Vacances qui agit principalement sur la clientèle britannique,. Dès lors, le conseil de surveillance de la société réfléchit à un changement de contrôle du groupe.
Début juin 2014, le groupe Homair rachète Eurocamp (170 campings dans 12 pays en Europe) pour £89.2 millions, l'activité camping d'Holidaybreak, filiale du groupe de vacances Cox and Kings,. Dans la foulée, l'Américain Carlyle Group reprend 90% du capital d'Homair, valorisant l'entreprise à 300 millions d'euros,. 4 mois plus tard, Carlyle Group annonce son intention de racheter les 10% restant pour devenir l'unique actionnaire du groupe Homair,.
En septembre 2014, Homair Vacances rachète Eurocamp, une entreprise britannique. À la suite de cette acquisition, Homair Group forme les 3 entités Al Fresco, Eurocamp et Homair Vacances, et sort de la Bourse.
En 2014, Homair Vacances intègre l’Alliance 46.2. En mai 2015, le DG d'Homair Vacances Jérôme Faucheur participe à une émission de Patron incognito sur M6.
En mai 2020, Homair Vacances labellise 30 campings et lance sa nouvelle marque de camping Marvilla Parks. Un nouveau concept de campings-villages.

### Création de l'European Camping Group
En 2016, le groupe poursuit sa croissance en intégrant deux marques néerlandaises : Roan et Go4camp. En 2017, le groupe Homair est rebaptisé European Camping Group (ECG) et revendique 220 M€ de chiffre d'affaires. La même année, Homair lance les bungalows premium.
En avril 2018, le Régime de retraite des enseignantes et des enseignants de l'Ontario prend 40 % d'European Camping Group.

## Identité

### Activité
Homair est une entreprise de location de mobile homes en camping. Elle compte 23 000 mobile homes et 400 destinations.

### Logos

Logo de 2000 à 2001.
Logo de 2002 à 2005.
Logo de 2006 à 2007.
Logo de 2008 à 2009.
Logo de 2010 à 2011.
Logo en 2012.
Logo depuis 2013.

## Données économiques et financières
En 2019, le chiffre d'affaires d'Homair est établi à 323 millions d'euros. Son chiffre d'affaires augmente de 25 % par an depuis dix ans.
Depuis son rachat par Carlyle, Homair ne publie plus ses résultats financiers.

### Articles liés
- Carlyle Group